# Lupul de stepă
Lupul de stepă (în germană Der Steppenwolf) este un roman apărut în 1927 al scriitorului german Hermann Hesse, laureat al Premiului Nobel pentru Literatură în 1946.

## Rezumat
Harry Haller e speriat de ideea de război și, în general, răul din lume nu îi face deloc bine. E un singuratic, nu are prieteni și nu tolerează superficialitatea. Harry e, de fapt, un savant neadaptat societății și epocii în care trăiește.
Romanul începe cu descrierea unei zile obișnuite din viața lui: „Trecuse și ziua de azi la fel ca toate celelalte; o păcălisem, o omorâsem și pe aceasta, încetișor, cu primitivitatea și timiditatea artei mele de a-mi duce traiul; lucrasem câteva ore, cotrobăisem prin niște cărți vechi, durerile obișnuite pentru un om de vârsta mea mă chinuiseră timp de două ore, înghițisem un praf, bucurîndu-mă că am putut să înșel durerile în felul acesta, făcusem o baie fierbinte, delectându-mă într-o caldă plăcere, primisem de trei ori câte ceva prin poștă și parcursesem scrisorile și tipăriturile acelea nefolositoare, îmi făcusem exercițiile de respirație și, din comoditate, renunțasem de data aceasta la exercițiile de gândire, mă plimbasem timp de o oră, observând cum norii cirus desenau pe cer contururi frumoase, delicate, încântătoare”.
Golit de sens, Harry decide să se sinucidă. Dar o cunoaște pe Hermina, care îl înțelege și îi împărtășește durerea. Paradoxal, ea îl învață să danseze, îl convinge să asculte jazz și să participe la viață. Însă, orice ar face, Harry rămâne un animal sălbatic, un lup de stepă.